# Английская армия
Английская армия (англ. English Army) — сухопутные войска Английской Республики и Английского Королевства. Как регулярное формирование Английская армия появляется только во время Междуцарствия и Армии нового образца (созданной английским парламентом для победы над роялистами во времена Английской революции) Англия приобрела профессиональную постоянную армию мирного времени. При восстановлении монархии Карл II сохранил небольшую постоянную армию, сформированную из остатков роялистской армии оказавшихся в изгнании и кромвелевской Армии нового образца, от которых могут проследить свое происхождение самые старшие регулярные полки сегодняшней Британской армии. Также Королевские морские пехотинцы могут проследить свое происхождение от Морского пехотного полка герцога Йоркского и Олбани (Duke of York and Albany’s maritime regiment of Foot) Английской армии, созданного на базе Почетной артиллерийской роты (Honourable Artillery Company) 28 октября 1664 года.

## Введение
В Англии, как и в большинстве всех европейских государств Средневековья, постоянное войско отсутствовало. Это положение вещей изменилось с течением времени и с ростом общества. Принцип разделения труда укоренился в англосаксонском характере, военная мощь отделилась от гражданского элемента. Именно тогда были сформированы более или менее регулярные войска; первые наёмные отряды поначалу существовали лишь временно, ограниченные обстоятельствами. Поднятые во время войны, они всегда распускались, как только заканчивались военные действия. Система постоянной армии в Англии возникла не ранее Междуцарствия и правления Карла II. Однако первые шаги к созданию постоянных вооружённых сил начались в Средние века. Судебный акт об оружии 1252 года (Assize of Arms of 1252), изданный королём Генрихом III, предусматривал, что мелкие землевладельцы должны быть вооружены и обучены стрельбе из лука, а те, кому позволяли средства, должны будут владеть мечом, кинжалом и длинным луком и обучаться им. Это судебное разбирательство относится к классу из 40-шиллинговых фригольдеров, которые отождествляются с «йоменством» (yeomanry), и гласит: «Те, у кого земля приносит 40—100 шиллингов в год, должны будут вооружены/обучены стрельбе из лука, мечу, щиту и кинжалу».

## Тюдоры и Стюарты
До Гражданской войны в Англии начавшейся в 1642 году, английские монархи Тюдоры и Стюарты содержали личную охрану из Йоменской стражи (созданной Генрихом VII) и Почётный корпус вооруженных джентльменов (Honourable Corps of Gentlemen at Arms) или «джентльменов-пенсионеров» (созданный Генрихом VIII), а также несколько местных рот для гарнизонов важных мест, таких как Берик-апон-Туид, Портсмут и Кале (до того, как Кале был захвачен Францией в 1558 году). Войска для иностранных экспедиций набирались на специальной основе в любой стране её королем, когда это требовалось. Это было развитием феодальной концепции феода (в которой лорд был обязан увеличить определенную квоту рыцарей, тяжёлых кавалеристов без рыцарского звания (Man-at-arms) и йоменов в обмен на своё право занимать землю).
На практике дворяне и профессиональные регулярные солдаты получали от монарха заказы на снабжение войск, повышая свои квоты по контракту из различных источников. Поручения короля по комплектованию (Commission of array) использовались дворянами для сбора войск для иностранной экспедиции, в то время как различные Акты ополчения (Militia Act) предписывали (теоретически) всему мужскому населению, владеющему имуществом на определённую сумму, хранить оружие дома и периодически тренироваться или отчитываться перед сборами. Сборы обычно были хаотичными делами, используемыми в основном лордами-лейтенантами и другими офицерами для получения жалованья и пособий, а также войсками в качестве предлога для выпивки после формальной тренировки.

## Гражданская война в Англии
В 1642 году, в начале Гражданской войны в Англии, и роялисты (кавалеры), и парламент (круглоголовые) поднимали мужчин, когда и где могли, и обе стороны изыскивали юридическое обоснование. Парламент утверждал, что это оправдано его собственным недавним «Указом о милиции», в то время как король требовал старомодных «Комиссий по расследованию». Например, в Корнуолле лидер роялистов сэр Ральф Хоптон обвинил врага перед большим жюри графства в нарушении мира и изгнал их, используя отряд графства. По сути, обе стороны собирали местные силы везде, где они могли это сделать, с помощью действительных письменных полномочий.
После двухлетней разорительной, но нерешительный военной кампании, парламент принял Постановление о самоотречении (по которому члены обеих палат Парламента были лишены военного управления, мера, первоначально введённая для замены некоторых высокопоставленных офицеров, которые подозревались в нелояльности или пораженчестве), и создания Армии нового образца — первой профессиональной постоянной армии в современной английской истории. Опытный воин, Сэр Томас Ферфакс, был назначен её генералом.
Армия нового образца показала себя превосходно в полевых условиях во время Второй гражданской войны в Англии, которую лаконично описал сэр Уинстон Черчилль:

История Второй гражданской войны в Англии коротка и проста. Король, лорды и палаты общин, землевладельцы, торговцы, городские и сельские жители, епископы и пресвитеры, шотландская армия, валлийский народ и английский флот — все теперь повернулись против Армии нового образца. Армия победила всех!— 
С момента своего основания Армия нового образца проводила социальную и религиозную политику, которая всё больше расходилась с политикой парламента. Старшие офицеры армии («гранды») сформировали ещё одну фракцию, противостоявшую как парламенту, так и более радикальным радикалам (левеллерам и инакомыслящим нонконформистским сектам) в рядах нижних чинов.
После Второй гражданской войны в Англии Парламент был подчинён желаниям Военного совета (Army Council), ведущим политическим деятелем которого был Оливер Кромвель. В эпизоде, известном как чистка Прайда, войска применили силу, чтобы не допустить членов Палаты общин, выступающих против Военного совета, в парламент. В результате парламент принял закон, необходимый для суда над королём Карлом I и казни через обезглавливание, а также для объявления Англии Содружеством (Commonwealth of England).
В течение следующих двух лет Армия нового образца вторглась сначала в Ирландию, а затем в Шотландию, разгромив их армии и оккупировав их территорию. Армия нового образца с помощью английских ополченцев легко разгромила преимущественно шотландскую по составу армию роялистов под командованием Карла II в битве при Вустере 3 сентября 1651 года, положив конец гражданской войне.

## Междуцарствие
Во время Междуцарствия (1649—1660) республиканские эксперименты в области управления опирались на военную мощь Армии нового образца, которая, когда бы ее ни призвали, была легко способна противостоять вызовам своих врагов, как внешних, так и внутренних.
Два особенно заметных события междуцарствия должны были иметь долгосрочные последствия. Первый был политическим: полный захват власти армией, когда Кромвель распустил парламент Охвостье в 1653 году, приведший к государственному перевороту в Англии, и последующему правлению генерал-майоров. Другой была Битва в Дюнах (1658), где солдаты Армии нового образца сражались в своих красных мундирах поразили как своих французских союзников, так и испанских врагов упорной яростью их атаки на песчаный холм высотой 150 футов (46 м) и сильно защищённый испанскими ветеранами, которые были вынуждены отступить.
Только после смерти Оливера Кромвеля и потери его влияния, другие члены армии не смогли договориться об альтернативе реставрации Карла II. Тем не менее, именно под твёрдым руководством и с согласия генерала Армии нового образца Джорджа Монка в 1660 году произошло восстановление монархии.
Стюарт Асквит утверждает:

Многие авторитетные источники ссылаются на Реставрацию 1660 года как на дату рождения нашей современной Британской армии. Хотя это может быть верно в том, что касается непрерывности идентичности боевых формирований, это неверно в гораздо более фундаментальном смысле. Исторические свидетельства показывают, что создание эффективной военной машины и её проверка на поле боя предшествовали Реставрации на 15 лет. Именно на полях Нейзби, Данбара и Дюн были заложены основы британской профессиональной армии.— 

## Реставрация
26 января 1661 года Карл II издал Королевский ордер, по которому были созданы первые полки того, что должно было стать Британской армией, хотя Шотландия и Англия сохраняли свои отдельные военные учреждения до Акта об унии 1707 года. Третье военное учреждение, Ирландская армия, также существовало в Королевстве Ирландия.
В течение некоторого времени своего вынужденного изгнания король Карл II жил при дворе Людовика XIV; он был свидетелем изменений, внесённых во Франции в организацию войск, поддерживаемых как в мирное, так и в военное время. По возвращении в Англию в 1660 году Карл принял меры, чтобы поддержать свой недавно восстановленный трон на верности своих солдат; более того, он попытался укрепить до сих пор нестабильную основу военного правительства. Поскольку никакая система не является импровизированной, прецедент для нововведения можно было найти в истории Англии. Два полка, созданные в царствование Генриха VIII, всё ещё существуют, джентльмены-пенсионеры и йомены гвардии образовали в те дни своего рода переход между системой нерегулярной армии и постоянной армии.
Это последнее положение вещей, однако, настолько противоречило конституционным обычаям Англии, что Карл II ввёл его постепенно, постепенно пополняя кадры своих батальонов, и, хотя современные авторы считали её грозной армией, её численность не превышала 5000 человек.
Король Карл II ввел в эти полки тех кавалеров, которые присоединились к нему во время его изгнания на европейском континенте и сражались за него в битве в Дюнах против круглоголовых Протектората и их французских союзников. Из соображений политической целесообразности он также включил некоторые элементы Армии нового образца. Все силы состояли из двух корпусов конницы и пяти или шести пехотных. Однако именно на этой узкой и прочной основе постепенно возводилась структура Английской армии. Конница состояла из двух полков Лейб-гвардии (сформирована из кавалеров-изгнанников); и Синих (или Оксфордские синие), сформированные лордом Оксфордом из лучших армейских конных полков Армии нового образца. Пешими полками были Гренадерская гвардия (первоначально два полка: Полк лорда Уэнтворта (Lord Wentworth’s Regiment и Гвардейский полк Джона Рассела (John Russell’s Regiment of Guards), которые объединились в 1665 году), Колдстримская гвардия (полк Армии нового образца генерала Монка), Королевские шотландцы (сформированные из Шотландской гвардии во Франции) и 2-й Её Величества королевский полк.
Таким образом, будет видно, что схожая военная практика по созданию регулярной армии преобладала в Англии почти в то же время, что и во Франции; однако оба народа, однако, по-разному приветствовали нововведение, которое изменило, особенно в мирное время, характер вооружённых сил. Во Франции, находящейся под абсолютным правлением Людовика XIV, создание постоянной армии, похоже, не встретило тени сопротивления. В свободной Англии этого не было. Брошюры писали трактаты, в которых выражался страх перед людьми, которые на памяти живущих пережили правление генерал-майоров и не любили ни введение военного правления, ни затраты на поддержание в мирное время Армии нового образца, когда страна не была в состоянии войны с кем бы то ни было. Люди также помнили об «одиннадцатилетней тирании» Карла I и опасались, что постоянная армия под королевским командованием позволит монархам в будущем игнорировать волю парламента.

### Армия короля или парламента?
…создание или содержание постоянной армии в королевстве в мирное время, если только это не будет сделано с согласия парламента, противоречит закону.
Многие англичане не были полностью согласны с необходимостью постоянной армии до правления Вильгельма III, когда почти постоянные войны с другими европейскими государствами сделали скромную постоянную армию необходимой для защиты Англии и поддержания её престижа в мире. Но общественное мнение, всегда озабоченное наследием прошлого, решило не давать себе покоя до тех пор, пока не определит прерогативы короны в этом деликатном вопросе. Парламенту наконец удалось установить контроль над армией, и в соответствии с общим законопроектом, обычно называемым Акт о мятеже (Mutiny Acts) были установлены ограничения, которые, уважая права государя, также должны были защищать свободу народа. Он сделал это, поставив постоянную армию в зависимость от ежегодно обновляемого акта парламента.

### Командование и управление
Верховное командование английской армией было возложено на суверена, хотя монархи (за заметным исключением короля Вильгельма III) редко сами вели свои войска в бой после 1660 года. Вместо этого непосредственное командование, как правило, делегировалось во время войны военному. В 1660 году бывший парламентский командующий генерал Монк был назначен генерал-капитаном королём Карлом II после его восхождения трон получил широкие полномочия. После смерти Монка в 1670 году командование на некоторое время было возложено на комитет полковников; впоследствии время от времени назначались отдельные лица: верховный главнокомандующий в отношении конкретных действий или конкретных географических районов и герцог Монмутский недолго занимал должность генерал-капитана с 1678 по 1679 год. Генерал-капитан не был назначен ни Яковом II, ни Вильгельмом III, но в 1702 году королева Анна назначила своего мужа генералиссимусом и герцога Мальборо генерал-капитаном.
Стратегический контроль над армией находился в руках Тайного совета. К началу XVIII века полномочия по сбору армии, изданию маршевых приказов и управлению денежным довольствием и финансами армии принадлежали военному секретарю, члену правительства (по происхождению военный секретарь был секретарём генерал-капитана; но в те времена, когда не назначался ни генерал-капитан, ни главнокомандующий, секретарь приобретал бо́льшее значение, получая доступ к суверенным и встречным приказам; до тех пор, даже когда был назначен новый генерал-капитан, военный секретарь сохранял чёткие обязанности и функционировал независимо). Более ранняя чиновничья должность — военный казначей, не пережила Междуцарствия.
Генерал-капитану ассистировали целый ряд функциональных офицеров в результате восстановления (так называемый «общие» (general) офицеры, чтобы отличать их от тех, кто имеет определенную ответственность над воинскими формированиями, например, над полком, а не армией в целом): генерал-коммиссар по сбору войск (Commissary General of the Musters) (1660), казначей сил (Paymaster of the Forces) (1661), генерал-хирург (Surgeon-General) (1664), генерал военной разведки (scoutmaster general) (1664—1689) и генерал-судья-адвокат (Judge Advocate General) (1666); позднее присоединились генерал-адъютант (Adjutant-General) (с 1680 года), генерал-интендант (quartermaster-general) (1686), генерал военной полиции (Provost marshal general) и другие.
В 1679 году, когда генерал-капитан отсутствовал, вместо него был назначен генерал-лейтенант (лорд Джерард Брендонский). Позже, в 1685 году, король Яков II создал трёх генерал-лейтенантов «над всеми нашими войсками, как конными, так и пешими»; одновременно были также назначены три генерал-майора и несколько «бригадиров» (также называемых полковниками бригады и бригадными генералами). Первое назначение полного генерала (кроме генерал-капитана) состоялось в 1689 году.

## Операции
Вторая англо-голландская война была преимущественно морской войной, но солдаты Английской армии участвовали в «Костре Холмса» (19—20 августа 1666 года), рейде на Медуэй (июнь 1667 года), битве за форт Ландгард (2 июля 1667 года), взятии Кайенны (1667) и взятии форта Зеландия (1667).
В Третьей англо-голландской войне (1672—1674), представлявшей собой морской конфликт, английские солдаты и офицеры (в том числе Джона Черчилля (будущего герцога Мальборо) несли службу под французским командованием (например, при осаде Маастрихта (1673)). Для участия в экспедиции в провинции Зеландия в 1673 году была создана Блакхитская армия (Blackheath Army), но от этого пришлось отказаться после морского поражения в сражении при Текселе (август 1673).
После женитьбы Вильгельме Оранском на Марии, дочери Якова, герцога Йоркского, англичане отправили экспедиционный корпус (со своими собственными службами и цепочкой поставок) во Фландрию в 1678 году, чтобы присоединиться к голландцам против французов во франко-голландской войне. Экспедиционными силами командовал герцог Монмутский. Английские войска почти не участвовали в боевых действиях, но некоторые британские подразделения участвовали в битве при Сен-Дени (последнее сражение войны). Во время сражения шотландский полк под командованием подполковника Дуглса атаковал французский лагерь, а англо-голландская бригада сражалась в авангарде голландско-испанской армии, понеся многочисленные потери.
Восстание Монмута и битва при Седжмуре (6 июля 1685 года).
Война Аугсбургской лиги (1688—1697): Славная революция (1689), Война двух королей (1688—1691), Война короля Вильгельма (1688—1697).
Война за испанское наследство (1701—1714)

## Слияние в британскую армию
Вскоре после Акта об унии в 1707 году Английская и Шотландская армии были объединены в Британскую армию.
Порядок выслуги лет для самых старших линейных полков в Британской армии основан на порядке выслуги лет в Английской армии. Шотландским и ирландским полкам разрешалось получать звание в Английской армии только с даты их прибытия в Англию или с даты, когда они впервые были введены в английский истеблишмент. Например, в 1694 году был созван совет генеральных офицеров для принятия решения о ранге английских, ирландских и шотландских полков, служащих в Нидерландах, когда полк, который стал известен как Шотландские серые (Scots Greys) был именован как 4-й драгунский полк, потому что до 1688 года, когда Шотландские серые были впервые размещены в английском истеблишменте, было создано три английских полка. В 1713 году, когда был созван новый совет генеральных офицеров для определения звания нескольких полков, старшинство Шотландских серых было пересмотрено и основывалось на их приезде в Англию в июне 1685 года. В то время существовал только один английский драгунский полк, поэтому после некоторой задержки Шотландские серые получили звание 2-го драгунского полка (2nd Dragoons) в Британской армии.

### Для дальнейшего чтения
- Chandler, David G. (2003), The Restoration Army 1660–1702, The Oxford History of the British Army, Oxford University Press, pp. 46–66, ISBN 978-0-19-280311-5
- Childs, John (2013) [1976], Army of Charles II, Routledge, pp. 181–182, ISBN 978-1-134-52866-0
- Dalton, Charles (1904), English army lists and commission registers, 1661–1714, vol. 1, London: Eyre & Sporttiswoode
- Firth, C. H. (1898), Royalist and Cromwellian Armies in Flanders, 1657–1662, Transactions of the Royal Historical Society, London, pp. 69–119
- Firth, C.H. (January-June 1894), The army or the Commonwealth and Protectorate-II, Notes and Queries, eighth series, 5: 161–162{{citation}}:  Википедия:Обслуживание CS1 (формат даты) (ссылка)
- Folkers, Maarten (6 марта 2015), The English Army, The Spanish Succession and the War of the Spanish Succession, Дата обращения: 13 июня 2015
- Konstam, Angus (2011), Marlborough (illustrated ed.), Osprey Publishing, p. 7, ISBN 9781780962320
- Sprigg, Joshua (1854) [1646], Anglia rediviva: England's recovery: being the history of the motions, actions, and successes of the army under the immediate conduct of Sir Thomas Fairfax, Oxford University Press, pp. 329–332
- White-Spunner, Barney (2006), Part one: Royal Guard and Standing Army 1660–1685, Horse Guards (illustrated ed.), Pan Macmillan, ISBN 9781405055741